# Gabriel Valarín
Gabriel Valarín (Rosario, 17 agosto 1965) è un allenatore di calcio a 5 ed ex giocatore di calcio a 5 argentino.

## Carriera

### Club
A livello di club, Valarín ha legato buona parte della propria carriera ai Newell's Old Boys, con cui ha preso parte sia ai campionati organizzati dall'AFA sia a quelli gestiti dall'AROFUSA. È stato uno dei primi calcettisti argentini a giocare in Europa, disputando la División de Honor 1989-90 con la formazione spagnola del "Paz Y Cia Torrelodones". Conclusa l'attività agonistica nel 1996, è divenuto allenatore.

### Nazionale
Come massimo riconoscimento in carriera vanta la partecipazione, con la Nazionale maschile di calcio a 5 dell'Argentina, a due edizioni del campionato mondiale: il FIFA Futsal World Championship 1989 in cui i sudamericani sono giunti alla seconda fase, eliminati nel girone comprendente Paraguay, Brasile e Stati Uniti; e nel FIFA Futsal World Championship 1992 in cui l'Argentina è giunta nuovamente al secondo turno, mancando la qualificazione alle semifinali.